# Job 18
Job 18 es el decimoctavo capítulo del Libro de Job en la Biblia hebrea o el Antiguo Testamento del Cristianismo . El libro es anónimo; la mayoría de los estudiosos creen que fue escrito alrededor del siglo VI a. C. Este capítulo recoge el discurso de Job, que pertenece a la sección Diálogo del libro, y comprende Job 3:1–Job 31:40.

## Texto
El texto original está escrito en lengua hebrea. Este capítulo se divide en 21 versículos.

### Testimonios textuales
Algunos manuscritos antiguos que contienen el texto de este capítulo en hebreo pertenecen al Texto masorético, que incluye el Códice de Alepo (siglo X) y el Codex Leningradensis (1008). Se encontraron fragmentos que contienen partes de este capítulo en hebreo entre los Rollos del Mar Muerto, incluyendo 4Q100 (4QJobb; 50–1 a. C.) con los versículos 15–17 conservados.

## Análisis
La estructura del libro es la siguiente:
- El prólogo (capítulos 1-2)
- El diálogo (capítulos 3-31)
- Los veredictos (32:1-42:6)
- El epílogo (42:7-17)

Dentro de la estructura, el capítulo 18 se agrupa en la sección Diálogo con el siguiente esquema:
- La maldición y el lamento de Job (3:1–26)
- Primera ronda (4:1–14:22)
- Segunda ronda (15:1–21:34)
  - Elifaz (15:1-35)
  - Job (16:1-17:16)
  - Bildad (18:1-21)
    - ¡Ponte en perspectiva! (18:1-4)
    - El destino de los malvados (18:5-21)

  - Job (19:1–29)
  - Zofar (20:1–29)
  - Job (21:1–34)
- Tercera ronda (22:1–27:23)
- Interludio: poema sobre la sabiduría (28:1–28)
- Resumen de Job (29:1–31:40)

La sección del diálogo está compuesta en formato poético, con una sintaxis y una gramática distintivas.
El capítulo 18 se puede dividir en dos partes:
- Bildad reprende a Job (versículos 1-5).
- Bildad describe el destino de los malvados (versículos 5-21)[14]

Mientras que en su primer discurso tanto Elifaz como Bildad se centran en la naturaleza de Dios, en el segundo ambos exploran el tema del destino de los malvados, sugiriendo en el transcurso de la conversación que se convencen cada vez más de que Job se encuentra entre los malvados.

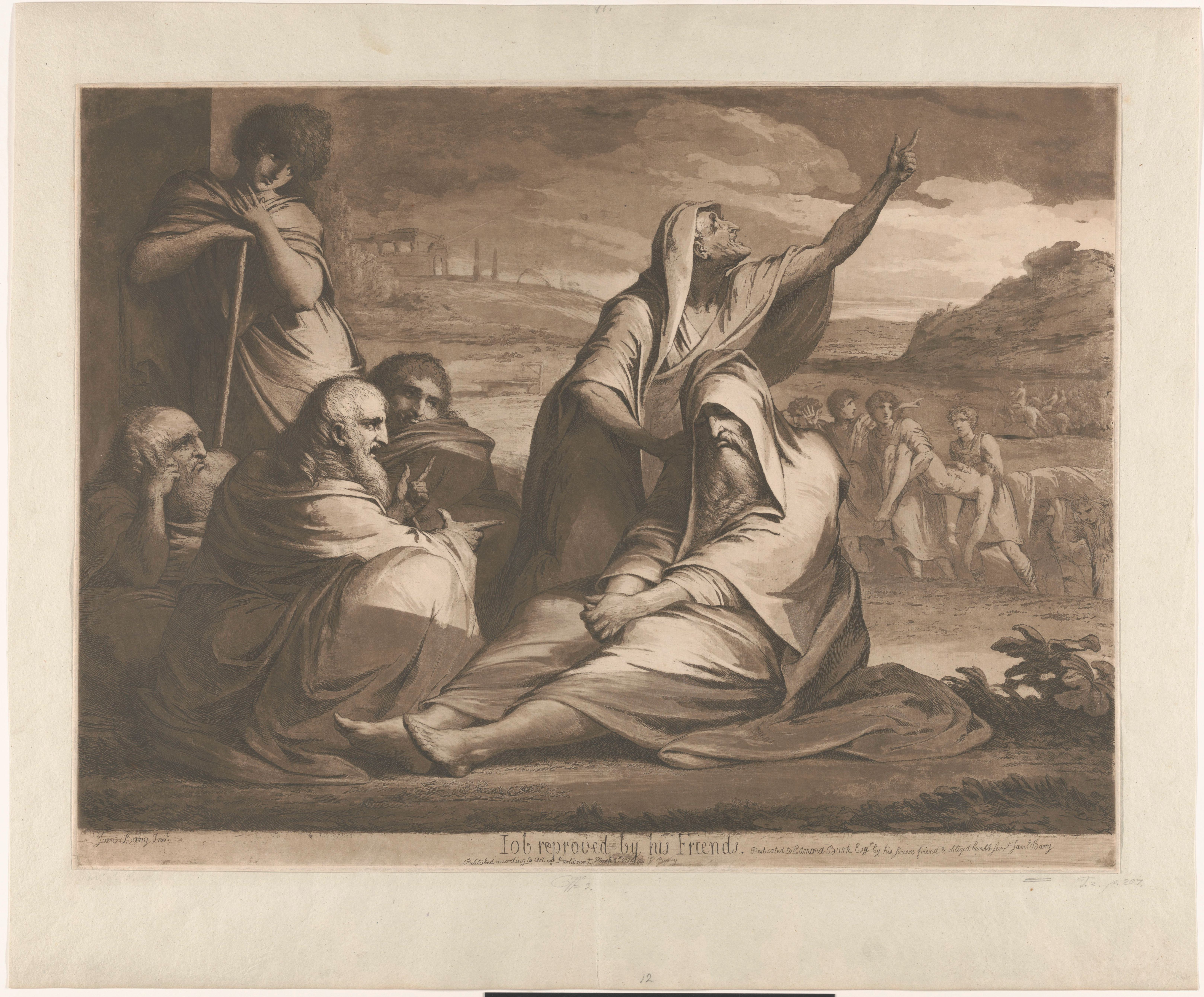
«Job reprendido por sus amigos». Publicado por: James Barry (1777).

## Bildad reprende a Job (18:1–5)
El capítulo comienza con la reprimenda de Bildad a Job por considerar a sus amigos como necios (como ganado, versículo 3; cf. Job 17:10) y le insta a ser sensato y tener una perspectiva más amplia.

### Versículo 5
[Bildad dijo:] Ciertamente, la luz de los impíos se apaga,
y la llama de su fuego no resplandece.
- «Ciertamente»: traducido del hebreo גַּם, «gam», que puede traducirse como «también; además», es decir, «en vista de lo que acaba de decirse».[16]

## Job expresa su desesperación (18:5–21)
La segunda parte del capítulo contiene la descripción detallada de Bildad sobre el destino de los malvados: inseguridad, terror y desesperanza. Se puede deducir que Job está, al menos, en camino de convertirse en uno de los malvados, por lo que toda esta sección sirve como una fuerte advertencia para Job. Esto se enfatiza fuertemente en los dos últimos versículos del capítulo (versículos 20-21), que demuestran la opinión de Bildad sobre el descenso de Job a la maldad.

### Versículo 20
[Bildad dijo:] «Los que vengan después de él se asombrarán en el día suyo,
como los que le precedieron se llenaron de temor.
- «Los que vendrán después de él»: traducido del hebreo אַחֲרֹנִים, «ʾakharonim», que puede traducirse como «los que están al oeste», como en la New King James Version, la English Standard Version, etc.[19][20]
- «Los que fueron antes»: traducido de la palabra hebrea קַדְמֹנִים, «qadmonim», que puede traducirse como «los del este», como en NKJV, ESV, etc.[21][20]

En relación con la geografía, hay términos hebreos para referirse a los mares: «el mar posterior», que se refiere al Mar Mediterráneo (al «oeste»), y «el mar anterior», que se refiere al Mar Muerto (Zacarías 14:8), es decir, el «este». La Septuaginta griega (entre otras versiones) entendió el versículo como «temporal»: «los últimos gemían por él, y el asombro se apoderó de los primeros».

## Comentarios

### De la Iglesia católica

#### A todo el capítulo
El segundo discurso de Bildad no continúa el hilo del primero (cf. 8,1-22) y apenas guarda relación con él, vinculándose más bien con el último de Elifaz (cf. 15,1-35). Inicia con una reprensión severa a la presunción de Job, insinuando que este considera que su sufrimiento ha alterado el orden de la creación (vv. 2-4). Luego describe cómo, en la vida del malvado, desaparecen uno tras otro todos los signos de bienestar: la luz, la fuerza física, la salud, la vivienda (vv. 5-15), y aun aquello que podría perdurarle después: herencia, memoria, descendencia (vv. 16-19). El discurso culmina con una sentencia tajante: tal es, inevitablemente, la suerte del impío (vv. 20-21).
Aunque Bildad no introduce ideas nuevas, sino que reitera la doctrina tradicional de la retribución automática —según la cual el malvado siempre termina en la ruina—, lo hace con un dominio notable de los recursos sapienciales. Emplea imágenes intensas para mostrar el derrumbe de los pilares del bienestar humano: la luz que se extingue (vv. 5-6), los pies que, pese a su agilidad, acaban atrapados en el cepo (vv. 7-11), la juventud consumida por el «hijo de la muerte» (vv. 12-13), o la tienda segura que debe abandonarse para presentarse ante el «rey de los terrores» (vv. 14-15). Se trata así de una pieza literaria lograda en su forma, pero fría y carente de verdadera fuerza persuasiva.

#### A los versículos 2-3
El texto hebreo emplea el plural —«¿Cuándo pondréis fin…?», «reflexionad…», «vuestros ojos»—, quizá como fórmula de respeto hacia Job, aunque es más probable que el autor haya querido dar al discurso un matiz académico, imaginando que hay otros oyentes que comparten sus opiniones. La versión griega, en cambio, lo adapta al singular, más coherente con el contexto de un diálogo directo con Job.
Entre los reproches posibles a un sabio, el más grave es la falta de reflexión. Fray Luis de León comenta esta idea señalando que:

[Bildad] le dice [a Job] que se le va todo en hablar, y que como no atiende a lo que le dicen, no entiende. Que lo entienda primero una vez y que después hable si tiene qué.